# Tạ Hữu Canh
Tạ Hữu Canh (sinh năm 1930, mất năm 1993) là Đại sứ đặc mệnh toàn quyền (ambassador extraordinary and plenipotentiary) của Việt Nam tại Cộng hòa Dân chủ Đức. Khởi đầu sự nghiệp, ông cùng ông Nguyễn Mạnh Cầm là phiên dịch tại Đại sứ quán Việt Nam tại Moskva cho ông Nguyễn Lương Bằng.

## Hoạt động trong ngành Ngoại Giao
Sau thời gian cùng học tiếng Nga tại Trung Quốc, ông cùng với ông Nguyễn Mạnh Cầm đến Moskva, phục vụ cho sứ quán Việt Nam Dân chủ Cộng hòa mới thành lập tại đây. Ông rời Đại sứ quán Việt Nam Moskva với chức vụ là Tham Tán Công Sứ và kết nối hiệp định tại khai thác dầu khí tại Thềm lục địa nam Việt Nam, góp phần tạo thành liên doanh Liên doanh Việt-Nga Vietsovpetro.
Tạ Hữu Canh là một nhà ngoại giao chuyên nghiệp. Cuộc đời ông tập trung vào công việc trong ngành, tham gia nhiều vị trí tại Đại sứ quán Việt Nam tại Moskva, và sau đó là Vụ Trưởng Vụ Liên Xô . 
Tạ Hữu Canh là Đại sứ tại Berlin, Cộng hòa Dân chủ Đức từ tháng 04 năm 1988.  Đây là những năm cuối cùng của bức tường Berlin chia cắt thành phố này và cả nước Đức. Đây là giai đoạn khó khăn và nhạy cảm, với 59,000 người xuất khẩu lao động Việt Nam vẫn còn đang ở Đông Đức. Quyết định của Đại Sứ Tạ Hữu Canh có ảnh hưởng lớn tới số người đã có thể ở lại và trở thành Người Việt tại Đức.

## Danh hiệu
Ông được Bộ Ngoại giao Việt Nam trao tặng Huân chương Độc lập hạng Ba.